# Sentier Vidal
Pour les articles homonymes, voir Vidal.
Le sentier Vidal est une voie d'accès au bord du Verdon. Cette voie rejoint le sentier de l'Imbut. Elle porte le nom d'un ingénieur français ayant participé aux travaux hydrologiques du début du XXe siècle dans les gorges du Verdon. Elle a probablement été utilisée comme voie de secours pour aller chercher les ouvriers accidentés. Ce parcours est interdit à la descente, mais sert comme voie de sortie du sentier de l'Imbut.
Ce sentier comporte un dénivelé important (400 mètres sur 1 kilomètre) et comporte des marches d'escalier taillées dans la roche, à son départ. Des câbles servent de main courante.
Il est actuellement fermé, comme le sentier de l'Imbut, à cause des éboulements et risque d'éboulements par arrêté municipal 2022-16 du 5 juillet 2022 et ce, jusqu'à nouvel ordre.